# Marc Juvenci Laterense
Marc Juvenci Laterense (en llatí Marcus Juventius Laterensis) va ser un magistrat romà descendent per pare i mare de branques consulars. Pertanyia a la gens Juvència, una antiga família romana plebea originària de Túsculum. Va servir a la guerra contra Mitridates VI Eupator i pel seu rang i ascendents familiars es va convertir fàcilment en candidat a les magistratures.
Va ser qüestor en any desconegut, quan va donar uns jocs a Praeneste. Després va ser proqüestor a Cirene. L'any 59 aC va ser candidat a tribú de la plebs, però es va retirar, ja que per ser elegit s'havia de comprometre a mantenir les lleis agràries de Juli Cèsar aprovades aquell mateix any. Probablement a causa de les seves opinions polítiques, es va fer amic de Ciceró. La seva oposició a Cèsar va provocar que Luci Vetti el denunciés com un dels pretesos conspiradors contra la vida de Gneu Pompeu l'any 58 aC.
L'any 55 aC va ser candidat a edil curul juntament amb Gneu Planci, Aule Ploti i Quint Pedi. Les eleccions es van ajornar i a l'estiu del 54 aC van ser elegits Planti i Ploti (o Ploci). Marc Juvenci, amb el suport de Luci Cassi Longí, va acusar Planci del crim de sodalitium (suborn dels tribuns). Ciceró era amic tant de l'acusador com de l'acusat, però Planci quan era qüestor de Macedònia li havia donat allotjament quan havia estat desterrat i l'havia protegit en un moment en què Ciceró pensava que la seva vida estava en perill. Finalment Ciceró va defensar Planci, evitant, això sí, atacs personals contra Juvenci. Ciceró va argumentar que Juvenci havia perdut en l'elecció del càrrec per confiar massa en la noblesa de la seva família, a la negligència del vot dels electors i a la seva oposició a Cèsar alguns anys abans. Planci va ser finalment absolt.
Laterense va ser pretor l'any 51 aC. Marc Celi Ruf, corresponsal de Ciceró, l'acusa de ser un ignorant de les lleis. Durant la Segona Guerra Civil no se'l menciona, i no torna a aparèixer fins al 45 aC quan Ciceró diu que era un dels àugurs. Després va ser legat a l'exèrcit de Marc Emili Lèpid que era governador d'Hispània Citerior i Gàl·lia Narbonense (43 aC). Quan Marc Antoni després de la batalla de Mutina va aparèixer per la Gàl·lia, marc Juvenci va intentar que Lèpid confirmés el seu suport al senat, esforços que no van donar resultats, ja que els soldats de Lèpid van obrir les portes del campament a Marc Antoni. Desesperat, Laterense es va suïcidar. El senat li va decretar l'honor d'un funeral públic i una estàtua. Marc Juni Laterense va ser sempre partidari de la importància executiva del senat, a qui va sacrificar la seva vida.